# Uspešnice
Uspešnice je drugi album največjih uspešnic skupine Magnet. Album je bil izdan v omejeni izdaji ob 40. obletnici nastanka skupine Magnet, kjer so ga dobili samo obiskovalci koncerta.

## Seznam pesmi
| Št.             | Naslov                                   | Dolžina |
| --------------- | ---------------------------------------- | ------- |
| 1.              | „Miks treh deklet‟                       | 4:15    |
| 2.              | „Polnočni poljub‟                        | 3:02    |
| 3.              | „Ti si zame rojena‟                      | 3:25    |
| 4.              | „Adijo ljubica (z Nedo Ukraden)‟         | 3:10    |
| 5.              | „Jutri sin slovenski bo vojak‟           | 3:23    |
| 6.              | „Danes je tvoj rojstni dan‟              | 2:50    |
| 7.              | „Oženil se bom‟                          | 3:03    |
| 8.              | „Ona miga‟                               | 3:25    |
| 9.              | „Pijmo ga, pijmo‟                        | 3:45    |
| 10.             | „Monika‟                                 | 3:38    |
| 11.             | „Prstan poklanjam ti‟                    | 3:30    |
| 12.             | „Vsi so venci vejli‟                     | 4:00    |
| 13.             | „Bodi srečna Julija‟                     | 2:59    |
| 14.             | „Poljubi me nežno‟                       | 3:10    |
| 15.             | „Nasvidenje in srečno pot‟               | 3:30    |
| 16.             | „Vzemi solzo za spomin (s Simono Weiss)‟ | 4:02    |
| 17.             | „Julija‟                                 | 3:48    |
| 18.             | „Mon - cheri‟                            | 4:10    |
| 19.             | „Ne joči Marija‟                         | 4:15    |
| 20.             | „Najlepša si ti‟                         | 3:52    |
| 21.             | „Tiho jočejo solze‟                      | 3:38    |
| 22.             | „Lunca sije‟                             | 4:02    |
| Skupna dolžina: | Skupna dolžina:                          | 79:51   |